# Långtjärnen (Voxna socken, Hälsingland, 682476-147841)
Långtjärnen är en sjö i Ovanåkers kommun i Hälsingland och ingår i Ljusnans huvudavrinningsområde. Sjön har en area på 0,105 kvadratkilometer och ligger 237,1 meter över havet.

## Delavrinningsområde
Långtjärnen ingår i det delavrinningsområde (682498-147798) som SMHI kallar för Inloppet i Stora Gillingen. Medelhöjden är 266 meter över havet och ytan är 3,98 kvadratkilometer. Räknas de 39 avrinningsområdena uppströms in blir den ackumulerade arean 354,81 kvadratkilometer. Gryckån (Lillskogsån) som avvattnar avrinningsområdet har biflödesordning 3, vilket innebär att vattnet flödar genom totalt 3 vattendrag innan det når havet efter 150 kilometer. Avrinningsområdet består mestadels av skog (78 procent). Avrinningsområdet har 0,11 kvadratkilometer vattenytor vilket ger det en sjöprocent på 2,8 procent.